# Sybra fuscosternalis
Sybra fuscosternalis là một loài bọ cánh cứng trong họ Cerambycidae.